# Thuốc trừ sâu
Thuốc trừ sâu là một loại chất được sử dụng để chống côn trùng. Chúng bao gồm các thuốc diệt trứng và thuốc diệt ấu trùng để diệt trứng và ấu trùng của côn trùng. Các loại thuốc trừ sâu được sử dụng trong nông nghiệp, y tế, công nghiệp và gia đình. Việc sử dụng thuốc trừ sâu được cho là một trong các yếu tố chính dẫn tới sự gia tăng sản lượng nông nghiệp trong thế kỷ 20. Gần như tất cả các loại thuốc trừ sâu đều có nguy cơ làm thay đổi lớn các hệ sinh thái; nhiều loại thuốc trừ sâu độc hại với con người; và các loại khác tích tụ lại trong chuỗi thức ăn. 
Thuốc trừ sâu có thể được phân thành hai nhóm chính: thuốc trừ sâu ngấm từ rễ - có dư lượng và hiệu quả lâu dài, và thuốc trừ sâu tiếp xúc - không có dư lượng.
Ngoài ra có thể phân loại thuốc trừ sâu thành ba loại như sau: 1. Thuốc trừ sâu tự nhiên, chẳng hạn như chiết xuất nicotine, pyrethrum và neem được tạo ra bởi thực vật như là sự bảo vệ giúp chống lại sâu hại. 2. Thuốc trừ sâu vô cơ, chính là kim loại và 3. Thuốc trừ sâu hữu cơ, là các hợp chất hoá học hữu cơ, chủ yếu hoạt động khi tiếp xúc.
Có thể phân loại thuốc trừ sâu dựa trên phương thức hoạt động của chúng. Phương thức hoạt động mô tả cách thức thuốc trừ sâu vô hiệu hoá sâu hại, phương thức hoạt động cũng đóng vai trò rất quan trọng trong việc xác định xem một loại thuốc trừ sâu có gây độc hại hay không tới các loài không liên quan chẳng hạn như cá, chim, hay động vật có vú.
Thuốc trừ sâu có thể là thuốc chống hoặc không chống côn trùng. Các côn trùng thông thường như kiến không thể phát hiện ra các loại thuốc diệt không có tính chống và dễ dàng bò qua chúng. Khi chúng trở về tổ, chúng mang theo thuốc diệt trên người và truyền qua cho các con khác và cả con đầu đàn. Biện pháp này lâu hơn các biện pháp khác nhưng lại loại bỏ hoàn toàn cả đàn.
Thuốc trừ sâu khác với thuốc chống côn trùng - các loại thuốc chỉ xua đuổi côn trùng chứ không diệt chúng.

## Lịch sử sản xuất và sử dụng thuốc trừ sâu trên thế giới
Lịch sử sản xuất và sử dụng thuốc trừ sâu trên thế giới có thể được chia thành 3 giai đoạn:
- Giai đoạn 1 trước năm 1870, các loại thuốc trừ sâu tự nhiên như lưu huỳnh được sử dụng trong thời Hy Lạp cổ đại để kiểm soát sâu hại.
- Giai đoạn 2 từ năm 1870 đến 1945, là thời kỳ của thuốc trừ sâu tổng hợp vô cơ trong đó các vật liệu tự nhiên và hợp chất vô cơ được sử dụng chủ yếu.
- Giai đoạn 3 từ năm 1945 trở đi, là thời đại của thuốc trừ sâu tổng hợp hữu cơ. Thuốc trừ sâu hữu cơ do con người tạo ra như DDT, 2,4-D và sau đó là HCH, dieldrin đã chấm dứt kỷ nguyên của thuốc trừ sâu vô cơ và thuốc trừ sâu tự nhiên. Từ đó, hầu hết các loại thuốc trừ sâu đều do con người tổng hợp, được gọi là thuốc trừ sâu hóa học. Việc sử dụng thuốc trừ sâu hóa học, đặc biệt là thuốc trừ sâu tổng hợp hữu cơ đã tạo dấu ấn quan trọng của nền văn minh con người và góp phần đáng kể làm tăng năng suất nông nghiệp.
Hầu hết thuốc trừ sâu trên thế giới được sử dụng cho cây ăn quả và rau màu. Tại các nước phát triển, thuốc trừ sâu phần lớn là thuốc diệt cỏ chủ yếu được dùng cho ngô. Từ những năm 1980, hàng trăm nghìn loại thuốc trừ sâu trong đó có thuốc trừ sâu sinh học đã được phát triển 

## Tầm Quan Trọng Của Thuốc Trừ Sâu Trong Nông Nghiệp
Trên thế giới, ước tính khoảng 50% sản lượng lương thực thế giới sẽ bị mất đi do sâu bệnh hại và cỏ dại nếu không có sản phẩm bảo vệ thực vật. Cụ thể, thuốc trừ sâu ngăn chặn gần 40% thu hoạch lúa và ngô toàn cầu bị mất mỗi năm. Và vì tác động của biến đổi khí hậu ở Việt Nam và trên khắp châu Á phát triển, những áp lực khác nhau sẽ trở nên khắc nghiệt hơn - việc sử dụng hiệu quả các sản phẩm bảo vệ thực vật quan trọng hơn bao giờ hết. Cây trồng phải cạnh tranh với khoảng 30.000 cỏ dại khác nhau để lấy ánh sáng mặt trời và chất dinh dưỡng, trong khi đó chúng cũng phải chiến đấu với hơn 10.000 loài côn trùng cũng như một loạt các bệnh do nấm, vi khuẩn và virus gây ra. Cho nên, cây trồng cần các giải pháp bảo vệ thực vật để chống lại các mối đe dọa này trong suốt thời gian sinh trưởng. 
Trong bối cảnh diện tích đất canh tác hạn hẹp và dân số thế giới đang gia tăng, cần phải áp dụng các biện pháp tăng sản lượng cây trồng để đảm bảo an toàn thực phẩm. Các nhà nghiên cứu đã nhấn mạnh nếu không sử dụng thuốc trừ sâu, sản xuất lương thực ở Hoa Kỳ sẽ giảm mạnh và giá lương thực tăng cao. Trong trường hợp này, hoạt động xuất khẩu bông, lúa mì và đậu tương tại quốc gia này sẽ giảm 27% và 132.000 việc làm sẽ bị mất.

## Các loại thuốc trừ sâu nông nghiệp
Việc xếp loại các thuốc trừ sâu được thực hiện theo nhiều cách:
- Các loại thuốc trừ sâu ngấm vào cơ thể được kết hợp vào trong các loại cây được xử lý. Các loại côn trùng ăn vào thuốc trừ sâu khi ăn cây.
- Các loại thuốc trừ sâu tiếp xúc độc hại với côn trùng có tiếp xúc trực tiếp với chúng. Tính hiệu quả thường liên quan tới số lượng sử dụng, với các giọt nhỏ (như sương) thường cải thiện tính năng[2].
- Các loại thuốc trừ sâu tự nhiên, như các chiết xuất nicotine, pyrethrum và neem do các loại cây tạo ra để bảo vệ chống lại côn trùng. Các loại thuốc trừ sâu dựa trên nicotine đã bị cấm tại Hoa Kỳ từ năm 2001 để ngăn chặn dư lượng làm nhiễm độc thực phẩm.[3]
- Các loại thuốc trừ sâu vô cơ dược sản xuất bằng các kim loại bao gồm các hợp chất arsenate đồng- và fluorine, hiện ít được sử dụng, và sulfur, thường được sử dụng.
- Các loại thuốc trừ sâu hữu cơ là các hoá chất tổng hợp chiếm phần lớn lượng thuốc trừ sâu sử dụng ngày nay.
- Phương pháp hành động – cách thuốc trừ sâu tiêu diệt hay làm tê liệt một loại sâu hại – là một cách khác để xếp loại các thuốc trừ sâu. Phương pháp hành động quan trọng trong tiên đoán liệu một loại thuốc trừ sâu có độc hại với những giống loài khác không, như cá, chim và các loài thú có vú.

Các kim loại nặng, ví dụ arsen đã được sử dụng trong thuốc trừ sâu; chúng rất độc và hiện hiếm khi được các nông dân sử dụng.

### Các hợp chất organochlorine
Các tính chất diệt côn trùng nổi bật nhất của hạng thuốc trừ sâu này, DDT, được thực hiện bởi Nhà khoa học người Thuỵ Sĩ Paul Műller. Vì phát minh này, ông đã được trao Giải Nobel Sinh học và Y tế năm 1948. DDT được đưa ra thị trường năm 1944. Với sự xuất hiện của ngành công nghiệp hoá chất hiện đại, đã có thể chế tạo các chlorinated hydrocarbon. DDT hoạt động bằng cách mở các kênh natri trong các tế báo thần kinh của côn trùng.

### Organophosphates
Hạng lớn tiếp sau được phát triển là các loại thuốc trừ sâu organophosphate, kết hợp các acetylcholinesterase và các cholinesterases khác. Hỗn hợp này làm vỡ các xung thần kinh, giết hại côn trung hay cản trở khả năng thực hiện các chức năng thông thường của nó. Các loại thuốc trừ sâu organophosphate và các chất độc thần kinh hoá học trong chiến tranh (như sarin, tabun, soman và VX) hoạt động theo cùng cách. Các organophosphate có một tác động độc hại phụ tới động vật hoang dã, vì thế việc tiếp xúc nhiều với nó làm tăng khả năng nhiễm độc.

### Carbamates
Các loại thuốc trừ sâu carbamate có các cơ cấu độc hại tương tự organophosphates, nhưng có giai đoạn hoạt động ngắn hơn và vì thế ít độc hại hơn.

### Pyrethroids
Để bắt chước hoạt động chống côn trùng của hợp chất tự nhiên pyrethrum một hạng thuốc trừ sâu khác, thuốc trừ sâu pyrethroid, đã được phát triển. Chúng không có tác động dai dẳng và ít độc hơn loại organophosphates và carbamates. Các hợp chất trong nhóm này thường được dùng chống lại các loại côn trùng sống trong nhà.

### Neonicotinoids
Các neonicotinoid là các hợp chất tương tự loại nicotine trừ sâu tự nhiên (với độc tính thấp hơn nhiều với các loài có vú và khả năng tồn tại lâu hơn ngoài đồng ruộng). Các loại thuốc trừ sâu phổ rộng ngấm qua cơ thể với khả năng tác động nhanh (phút-giờ). Chúng được sử dụng bằng cách phun, làm ướt, xử lý hạt giống và đất – thường như các loại thay thế cho organophosphates và carbamates. Các loài côn trùng đã bị xử lý thuốc thường run chi, chuyển động cánh nhanh, stylet withdrawal (aphids), di chuyển vô hướng, liệt và chết.

### Các loại thuốc trừ sâu sinh vật
Những nỗ lực gần đây để làm giảm mức độc hại rộng tới môi trường đã khiến các loại thuốc trừ sâu sinh học lại được đề cao. Một ví dụ là sự phát triển và gia tăng sử dụng Bacillus thuringiensis, một loại bệnh dịch vi khuẩn của các Lepidoptera và một số loài côn trùng khác. Nó được dùng như một thuốc diệt ấu trùng chống lại nhiều loại sâu bướm. Bởi nó không có nhiều tác động tới các sinh vật khác, nó được coi là thân thiện với môi trường hơn các loại thuốc trừ sâu tổng hợp. Độc tính từ B. thuringiensis (Bt toxin) đã được tích hợp trực tiếp vào cây trồng qua việc sử dụng kỹ thuật gene. Các loại thuốc trừ sâu sinh vật khác gồm các sản phẩm dựa trên nấm hại sâu bọ (ví dụ Metarhizium anisopliae), nematodes (ví dụ Steinernema feltiae) và các loại vi rút (ví dụ Cydia pomonella granulovirus).
Nhiều loại cây đã phát triển các chất như polygodial, ngăn côn trùng ăn, nhưng không trực tiếp giết chúng. Côn trùng thường ở lại bên cạnh, nơi chúng chết vì đói. Bởi các antifeedant không độc hại chúng sẽ là lý tưởng để trở thành thuốc trừ sâu trong nông nghiệp. Nhiều nghiên cứu hoá học nông nghiệp đang cố gắng khiến chúng đủ rẻ để được sử dụng thương mại.

### Các loại thuốc trừ sâu sinh học
Nhiều loại cây đã phát triển các chất như polygodial, ngăn côn trùng ăn, nhưng không trực tiếp giết chúng. Côn trùng thường ở lại bên cạnh, nơi chúng chết vì đói. Bởi các antifeedant không độc hại chúng sẽ là lý tưởng để trở thành thuốc trừ sâu trong nông nghiệp. Nhiều nghiên cứu hoá học nông nghiệp đang cố gắng khiến chúng đủ rẻ để được sử dụng thương mại.
Thuốc trừ sâu sinh học dựa vào các vi sinh vật gây bệnh đặc trưng cho dịch hại mục tiêu để cung cấp giải pháp thân thiện sinh thái và hiệu quả cho vấn đề dịch hại, do vậy, ít đe dọa đến môi trường và sức khỏe con người. Thuốc trừ sâu sinh học được sử dụng phổ biến là các sinh vật sống bao gồm thuốc diệt nấm sinh học (Trichoderma), thuốc diệt cỏ sinh học (Phytopthora) và thuốc diệt côn trùng sinh học (Bacillus thuringiensis). Sử dụng thuốc trừ sâu sinh học đã mạng lại lợi ích to lớn cho ngành nông nghiệp và sức khỏe cộng đồng. Thuốc trừ sâu sinh học được quan tâm là vì sản phẩm này:
- ít gây hại đến môi trường;
- chỉ tác động đến dịch hại cụ thể hoặc trong một số trường hợp là số ít các sinh vật có chủ đích;
- thường hiệu quả dù chỉ phun một lượng rất nhỏ và phân hủy nhanh, dẫn đến hiện tượng phơi nhiễm thấp và tránh gây ô nhiễm;
- phát huy hiệu quả to lớn khi được sử dụng như một phần của chương trình IPM. Thuốc trừ sâu sinh học được phân thành ba loại chính: 

### Thuốc trừ sâu vi sinh
Thuốc trừ sâu vi sinh chứa thành phần hoạt tính là vi sinh vật (vi khuẩn, nấm, virus,
động vật nguyên sinh hoặc tảo), có thể kiểm soát nhiều loại dịch hại, dù mỗi thành phần hoạt tính đặc thù cho dịch hại mục tiêu. Ví dụ, một loại nấm kiểm soát một số loại cỏ, trong khi loại nấm khác lại tiêu diệt các côn trùng cụ thể. Thuốc trừ sâu vi sinh được sử dụng phổ biến nhất là thuốc chiết xuất từ chủng khuẩn Bacillus thuringiensis (Bt) có thể kiểm soát một số loại côn trùng trong cải bắp, khoai tây và các cây trồng khác. Bt sản sinh protein gây hại cho côn trùng. Một số loại thuốc trừ sâu vi sinh khác hoạt động bằng cách cạnh tranh quyết liệt với sinh vật gây hại. Thuốc trừ sâu vi sinh cần được theo dõi liên tục để đảm bảo chúng không gây hại cho các sinh vật không chủ đích, kể cả con người.

### Thuốc trừ sâu thảo mộc
Đây là loại thuốc trừ sâu mà thực vật tạo ra từ vật liệu di truyền được đưa vào thực vật. Ví dụ, các nhà khoa học lấy gen chứa protein trừ sâu Bt và cấy gen vào vật liệu di truyền riêng của thực vật. Sau đó, thực vật thay cho vi khuẩn Bt sản sinh chất trừ dịch hại.

### Thuốc trừ sâu hóa sinh
Đây là các chất trong tự nhiên như chiết xuất từ thực vật, axít béo hoặc pheromone (chất dẫn dụ) dùng để kiểm soát dịch hại bằng các cơ chế không độc. Trái lại, thuốc trừ sâu thông thường là vật liệu tổng hợp thường tiêu diệt hoặc vô hiệu hóa dịch hại. Thuốc trừ sâu hóa sinh bao gồm các chất cản trở sự phát triển hoặc giao phối như chất điều tiết sinh trưởng của thực vật hay chất xua đuổi hoặc thu hút dịch hại như pheromone. Đôi khi, khó xác định liệu thuốc trừ sâu tự nhiên có kiểm soát dịch hại bằng phương thức không độc hại hay không, nên EPA đã thành lập một Ủy ban để xác định khả năng một loại thuốc trừ sâu đáp ứng các tiêu chuẩn về thuốc trừ sâu hóa sinh.
Một số loại thuốc trừ sâu giết hại hay gây ảnh hưởng xấu tới các loài khác ngoài những loài côn trùng chúng được sử dụng để tiêu diệt. Ví dụ, chim có thể bị đầu độc khi ăn thức ăn mới bị phun thuốc trừ sâu hay khi chúng nhầm lẫn các hột thuốc trừ sâu với thức ăn và ăn chúng.
Các loại thuốc trừ sâu sử dụng bằng cách phun có thể bay ra bên ngoài khu vực dự định sử dụng và rơi xuống các khu vực thiên nhiên hoang dã, đặc biệt khi nó được phun từ máy bay.

### DDT
Một trong những mục tiêu lớn nhất trong việc phát triển các loại thuốc trừ sâu mới là thay thế các loại thuốc trừ sâu độc hại và khó chịu. DDT được đưa ra như một thay thế an toàn hơn cho các hợp chất chì và asen.
Một số loại thuốc trừ sâu đã bị cấm bởi thực tế rằng chúng là những loại chất độc dai đẳng và có những hiệu ứng không mong muốn lên các loài thú vật và/hay con người. Một trường hợp thường được nhắc tới là của DDT, một ví dụ về việc sử dụng trên diện rộng (và có thể là sử dụng sai) thuốc trừ sâu, có thể thu hút sự chú ý của công chúng bởi cuốn sách của Rachel Carson, Silent Spring. Một trong những tác động được biết đến nhiều nhất của DDT là làm giảm độ dày vỏ trứng của các loài chim săn mồi. Những vỏ trứng thỉnh thoảng quá mỏng để có thể tồn tại, khiến làm giảm số lượng chim. Điều này xảy ra với DDT và một số hợp chất liên quan bởi quá trình tích tụ sinh học, trong đó hoá chất, vì tính ổn định và tính tan trong mỡ của nó, tích tụ trong các mô chất béo. Tương tự, DDT có thể phóng đại sinh học có thể gây ra sự tập trung ngày càng lớn trong phần mỡ của các loài thú phía trên dãy thức năm. Lệnh cấm hầu như toàn cầu với việc sử dụng DDT và các hoá chất liên quan trong nông nghiệp đã cho phép một số loài chim—như chim ưng--hồi phục số lượng trong những năm gần đây. Một số loại thuốc trừ sâu organochlorine đã bị cấm sử dụng tại hầu như toàn bộ thế giới và chúng bị kiểm soát toàn cầu bởi Công ước Stockholm về các chất ô nhiễm hữu cơ dai dẳng. Chúng bao gồm: aldrin, chlordane, DDT, dieldrin, endrin, heptachlor, mirex và toxaphene.
Tổ chức Y tế Thế giới (WHO) đã hủy bỏ chính sách cấm sử dụng DDT trong vòng 30 năm qua để khống chế bệnh sốt rét. DDT được phun trong  nhà để diệt muỗi mang bệnh sốt rét. Trước đây DDT đã bị cấm sử dụng trên phạm vi toàn cầu trừ khi phải dập tắt dịch bệnh vì nó gây tác động xấu cho môi trường và đe dọa sức khỏe con người. Ngày nay WHO cho rằng do không có rủi ro cho sức khỏe nên DDT cùng với màn sẽ là công cụ cần thiết để chống lại bệnh sốt rét  - loại bệnh hàng năm đã giết chết trên 1 triệu người. Theo Tiến sỹ Anarfi Asamoa - Baah, Trợ lý của Tổng Giám đốc WHO về HIV/AIDS và bệnh sốt rét, thì những bằng chứng khoa học mới thu thập được hoàn toàn ủng hộ đánh giá mới đây của WHO đối với DDT, và nếu được sử dụng hợp lý DDT sẽ không gây ra rủi ro cho sức khỏe con người. Trên thực tế dư lượng thuốc hợp lý khi phun trong nhà sẽ nhanh chóng làm giảm số lượng muỗi lây truyền bệnh sốt rét và đây là cách làm rẻ hơn so với các phương pháp phòng chống bệnh sốt rét khác. Thông thường cứ mỗi năm một lần thuốc được phun lên các bức tường trong nhà, khi muỗi đậu và hấp thụ thuốc sẽ bị chết.
Thuốc trừ sâu DDT bị mang tiếng xấu khi cuốn sách "Mùa xuân câm lặng của Rachel Carson" được xuất bản cách đây trên 40 năm. Cuốn sách này cho rằng việc sử dụng bừa bãi DDT và các hợp chất liên quan đã giết chết sinh vật hoang dã trên một vùng rộng lớn ở Bắc Mỹ và Tây Âu. Nhiều nước đã cấm sử dụng DDT, đến năm 2004 "Hiệp ước về chất ô nhiễm gốc hữu cơ bền vững" đã cấm sử dụng DDT trên phạm vi toàn cầu, trừ trường hợp cho phép sản xuất  và sử dụng nó vào việc dập tắt dịch bệnh. Một số nước châu Phi vẫn tiếp tục sử dụng DDT, mặc dù đa số nước đã chuyển sang dùng các loại thuốc trừ sâu khác hoặc ngâm tẩm màn vào thuốc trừ sâu để chống muỗi. Một số cơ quan viện trợ đã thực thi chính sách không viện trợ cho các chương trình liên quan đến DDT. Nam Phi là nước đã chuyển sang sử dụng các loại thuốc trừ sâu khác, nhưng vào đầu thế kỷ 21 này đã quay trở lại dùng DDT khi mà muỗi đã lờn với các hợp chất thay thế. Theo ông Arata Kochi-Giám đốc chương trình sốt rét toàn cầu của WHO: "Trong số 1 tá thuốc trừ sâu mà WHO đã chứng minh là an toàn cho phun trong nhà để diệt muỗi thì hiệu quả nhất vẫn là DDT".  

## Các loại thuốc trừ sâu cá nhân

### Chlorinated hydrocarbons
- Aldrin
- Chlordane
- Chlordecone
- DDT
- Dieldrin
- Endosulfan
- Endrin
- Heptachlor
- Hexachlorobenzene
- Lindane (gamma-Hexachlorocyclohexane)
- Methoxychlor
- Mirex
- Pentachlorophenol
- TDE

### Organophosphates
- Acephate
- Azinphos-methyl
- Bensulide
- Chlorethoxyfos
- Chlorpyrifos
- Chlorpyriphos-methyl
- Diazinon
- Dichlorvos (DDVP)
- Dicrotophos
- Dimethoate
- Disulfoton
- Ethoprop
- Fenamiphos
- Fenitrothion
- Fenthion
- Fosthiazate
- Malathion
- Methamidophos
- Methidathion
- Mevinphos
- Monocrotophos
- Naled
- Omethoate
- Oxydemeton-methyl
- Parathion
- Parathion-methyl
- Phorate
- Phosalone
- Phosmet
- Phostebupirim
- Phoxim
- Pirimiphos-methyl
- Profenofos
- Terbufos
- Tetrachlorvinphos
- Tribufos
- Trichlorfon

### Carbamates
- Aldicarb
- Bendiocarb
- Carbofuran
- Carbaryl
- Fenoxycarb
- Methomyl
- 2-(1-Methylpropyl)phenyl methylcarbamate

### Pyrethroids
- Allethrin
- Bifenthrin
- Cyhalothrin, Lambda-cyhalothrin
- Cypermethrin
- Cyfluthrin
- Deltamethrin
- Etofenprox
- Fenvalerate
- Permethrin
- Phenothrin
- Prallethrin
- Resmethrin
- Tetramethrin
- Tralomethrin
- Transfluthrin

### Neonicotinoids
- Acetamiprid
- Clothianidin
- Imidacloprid
- Nitenpyram
- Nithiazine
- Thiacloprid
- Thiamethoxam

### Từ cây cối
- Anabasine
- Anethole (ấu trùng muỗi)[7]
- Annonin
- Asimina (hạt cây Pawpaw) cho chấy
- Azadirachtin
- Caffeine
- Carapa
- Cinnamaldehyde (rất hiệu quả để diệt ấu trùng muỗi)[8]
- Cinnamon leaf oil
- Cinnamyl acetate (diệt ấu trùng muỗi)[7]
- Deguelin
- Derris
- Derris (rotenone)
- Desmodium caudatum (lá và rễ)
- Eugenol (ấu trùng muỗi)[7]
- Linalool
- Myristicin
- Neem (Azadirachtin)
- Nicotiana rustica (Nicotine)
- Peganum harmala, hạt (khói từ), rễ
- Oregano dầu diệt bọ cánh cứng Rhizoppertha dominica[9] (bọ trong ngũ cốc lưu trữ)
- Polyketide
- Pyrethrum
- Quassia (giống cây Nam Mỹ)
- Tetranortriterpenoid
- Thymol (kiểm soát varroa mite trong các đàn ong)[10]

### Khác
- Diatomit
- Borax

## Ảnh hưởng

#### Tác Động Của Thuốc Trừ Sâu Đến Sức Khoẻ Con Người Và Môi Trường
Đánh giá nguy cơ tác động của thuốc trừ sâu đến sức khỏe con người không dễ do sự khác biệt về thời kỳ và mức độ phơi nhiễm, độc tính của các loại thuốc trừ sâu, hỗn hợp hoặc dung dịch được sử dụng trên thực địa cũng như đặc điểm địa lý và khí tượng của các vùng nông nghiệp sử dụng thuốc trừ sâu. Những điểm khác biệt này chủ yếu có liên quan đến người pha chế hỗn hợp trên thực địa, các bình phun thuốc và cả người dân sống gần khu vực phun thuốc, các thiết bị lưu giữ thuốc trừ sâu, nhà kính hoặc không gian mở. Vì vậy, đánh giá nguy cơ sức khỏe do độc tính và khả năng phơi nhiễm thuốc trừ sâu cho thấy: con người tiếp xúc lâu dài với thuốc trừ sâu độc tính vừa phải có nguy cơ bị ảnh hưởng đến sức khỏe nhiều hơn so với tiếp xúc ít với thuốc trừ sâu độc tính cao. Nhưng liệu việc phơi nhiễm dư lượng thuốc trừ sâu có trong thực phẩm và nước uống thông qua chế độ ăn có đe dọa sức khỏe con người hay không, vẫn là chủ đề gây tranh cãi quyết liệt trong giới khoa học. 
Tuy nhiên, theo công bố của WHO, không có loại thuốc trừ sâu nào được phép sử dụng cho thực phẩm trong thương mại quốc tế ngày nay được phân loại chứa genotoxic (gây tổn hại đến DNA, gây đột biến hay ung thư). Các tác động bất lợi từ các loại thuốc trừ sâu này chỉ xảy ra ở trên một mức độ phơi nhiễm an toàn nhất định. Khi một người tiếp xúc với một lượng lớn thuốc trừ sâu, điều này có thể gây ngộ độc cấp tính hoặc ảnh hưởng tới sức khoẻ lâu dài, bao gồm ung thư và ảnh hưởng xấu đến sinh sản.
Việc sử dụng bừa bãi thuốc trừ sâu là một trong những tác nhân liên quan đến: (1) ảnh hưởng tiêu cực đến các sinh vật không chủ đích (ví dụ, giảm các quần thể loài có ích), (2) ô nhiễm nước do sự di chuyển của thuốc trừ sâu hoặc do tích tụ thuốc trừ sâu, (3) ô nhiễm không khí do thuốc trừ sâu dễ bay hơi, (4) thiệt hại cho cây trồng luân canh do dư lượng thuốc diệt cỏ tồn lưu trên đồng ruộng, (5) thiệt hại do tỷ lệ phun thuốc ở mức cao, thời điểm phun không đúng hoặc các điều kiện môi trường trong lúc phun và sau khi phun thuốc không thuận lợi.
Nhiều ảnh hưởng bất lợi của thuốc trừ sâu đến môi trường phụ thuộc vào tương tác giữa các tính chất lý hóa (áp suất hơi, độ ổn định, độ hòa tan, pKa) của thuốc trừ sâu, khả năng hấp phụ và độ ổn định của đất, các chỉ số của đất (độ pH, thành phần hữu cơ, bề mặt vô cơ, độ ẩm, hệ vi thực vật, hệ động vật), các loài thực vật và sự thay đổi khí hậu. Ngoài ra, độc tính, liều lượng phun, các điều kiện thời tiết sau khi phun và thời gian tồn lưu của thuốc trong môi trường có thể giải thích những ảnh hưởng có hại của thuốc trừ sâu đến môi trường. 
Trước đây, một số báo cáo cho thấy thuốc trừ sâu có thể gây ảnh hưởng tiêu cực tới nguồn nước ngầm, đất, không khí hoặc tới người lao động có tiếp xúc với thuốc trừ sâu. Tuy nhiên, các nghiên cứu khoa học chỉ ra rằng việc tuân thủ các quy định về sử dụng thuốc trừ sâu sẽ làm giảm những nguy cơ này. Ngoài ra, người nông dân sử dụng các kỹ thuật Quản lý dịch hại tổng hợp (Integrated Pest Management - IPM) có thể phun thuốc một cách an toàn trên cây trồng, đồng thời giảm thiểu tối đa tác động tới môi trường và sức khỏe con người.

#### Dư Lượng Thuốc Trừ Sâu Trên Rau Quả
Tất cả các loại thuốc BVTV bao gồm cả thuốc trừ sâu trước khi được phép sử dụng trên cây trồng đều cần được xem xét và cấp phép bởi các cơ quan quản lý trên toàn cầu. Tại Hoa Kỳ, các hóa chất sử dụng trong thuốc trừ sâu được kiểm định bởi Cơ quan Bảo vệ Môi trường (EPA), Bộ Nông nghiệp Hoa Kỳ (USDA) và Cục quản lý Thực phẩm & Dược phẩm (FDA). Những cơ quan này kiểm soát loại và liều lượng thuốc trừ sâu được sử dụng trên tất cả các loại cây trồng. Căn cứ trên bằng chứng khoa học, những cơ quan này kết luận việc sử dụng thuốc trừ sâu là an toàn và trong trường hợp có dư lượng trên thực phẩm cũng không gây hại tới sức khỏe nếu ở mức cho phép. Tại Việt Nam, tất cả các loại thuốc BVTV trước khi được cấp phép sử dụng để được xem xét và đánh giá an toàn bởi các cơ quan chức năng, cụ thể là Bộ Nông nghiệp và PTNT, Bộ Y Tế….Vì thế rau quả đã từng tiếp xúc với thuốc BVTV có an toàn để ăn. Trên một số loại trái cây và rau quả sẽ có tồn dư một lượng nhỏ thuốc BVTV. Tuy nhiên, dư lượng thuốc nếu có là rất thấp (một phần tỷ) mà một người phải ăn hàng chục ngàn một loại hoa quả hoặc rau củ nhất định trong một ngày mới có khả năng bị ảnh hưởng và thuốc chỉ có thể tồn tại trên thực phẩm trong một thời gian ngắn. Theo thời gian, việc tiếp xúc với khí oxy và ánh sáng mặt trời sẽ khiến dư lượng này bị phân hủy và tiêu biến. Khi thức ăn đến tay bạn thì chỉ còn lại rất ít hoặc không hề có thuốc trừ sâu và việc rửa trái cây và rau quả trước khi ăn là cách giúp làm giảm dư lượng thuốc. Thêm vào đó, cây trồng luôn được kiểm tra liên tục nhằm đảm bảo dư lượng thuốc trừ sâu ở mức thấp và thực phẩm là an toàn khi đến tay người tiêu dùng. Người tiêu dùng được bảo vệ bởi luật pháp hiện hành của chính phủ liên quan đến mức dư lượng tối đa cho phép trong thực phẩm. Giới hạn an toàn được các cơ quan chức năng đặt ra cho mỗi loại thuốc bảo vệ thực vật dựa trên mức dư lượng tiền năng có thể được tiêu thụ trong suốt cuộc đời mà không gây ra bất kì rủi ro nào cho sức khoẻ. 

#### Lạm Dụng Thuốc Trừ Sâu Tại Việt Nam: Tình Trạng và Biện Pháp Hạn Chế
Hiện nay lượng thuốc BVTV nói chung được sử dụng trên đồng ruộng nước ta khoảng 30 - 40 nghìn tấn/năm, tỷ lệ người dân lạm dụng thuốc BVTV, không theo nguyên tắc bốn đúng chiếm khoảng 19,5%.  Số lượng loại thuốc BVTV đang lưu thông trên thị trường cũng có rất nhiều nhưng người dân chưa phân biệt được đâu là đối tượng sâu bệnh chính nên thường nghe theo chỉ dẫn của người bán thuốc làm sai quy trình sử dụng thuốc BVTV dẫn đến vệc nhiều vùng sản xuất, lượng thuốc BVTV sử dụng cao gấp 3-4 lần so với quy định. Không những thế do trình độ hiểu biết về các loại thuốc BVTV còn hạn chế, nên không những tăng liều lượng, bà con còn tự phối trộn nhiều loại thuốc BVTV cùng nhau. Nhiều bà con nông dân không tuân theo khuyến cáo của cơ quan chuyên môn mà thường tìm đến các cơ sở kinh doanh thuốc BVTV để tư vấn và mua thuốc. Trong đó, nhiều trường hợp, được chủ cơ sở kinh doanh hướng dẫn hòa từ 2 - 3 loại thuốc để phun 1 lần cho đỡ mất nhiều thời gian. Ngoài ra, khi phun thuốc, bà con không sử dụng khẩu trang, ủng, găng tay, quần áo bảo hộ… Sau khi phun thuốc, vứt bỏ bao bì thuốc BVTV ngay tại ruộng, bờ kênh gây ô nhiễm môi trường.  Lưu trữ ngày 28 tháng 11 năm 2018 tại Wayback Machine
Theo kết quả nghiên cứu về thực trạng sử dụng thuốc trừ sâu ở ĐBSCL được Trung tâm BVTV phía Nam công bố tại một hội nghị về sản xuất nông nghiệp ở ĐBSCL, có đến 58% nông dân sử dụng thuốc trừ sâu trong 1-40 ngày đầu sau gieo sạ, phổ biến nhất là thuốc Abamectin, Chief và Fenobucarb.  Lưu trữ ngày 28 tháng 11 năm 2018 tại Wayback Machine

#### Hạn Chế Việc Lạm Dụng Thuốc Trừ Sâu
Hiện nay nước ta có hơn 600 tiêu chuẩn cơ sở và quy chuẩn kỹ thuật phục vụ cho công tác khảo nghiệm cũng như kiểm tra, kiểm định chất lượng thuốc BVTV. Mỗi năm, có ít nhất khoảng 200 - 300 nghìn nông dân được tham gia tập huấn sử dụng thuốc BVTV hiệu quả. Một trong những vấn đề quan tâm trong sử dụng, kinh doanh thuốc BVTV hiện nay là người bán thuốc BVTV thiếu chuyên nghiệp, chuyên môn nghiệp vụ. Việc sử dụng thuốc BVTV của nông dân tùy tiện và phụ thuộc hoàn toàn vào hướng dẫn của đại lý bán hàng. Trình độ một số người bán thuốc BVTV còn kém, thường chạy theo lợi nhuận bất chấp hậu quả xấu có thể gây ra. Bên cạnh đó, tâm lý sợ mất mùa nên phần lớn người sử dụng thuốc BVTV chỉ thích dùng những loại có tác dụng nhanh. Lưu trữ ngày 28 tháng 11 năm 2018 tại Wayback Machine
Để hạn chế tác hại của thuốc BVTV với môi trường và sức khỏe con người, bà con cần tuân thủ nguyên tắc 4 "đúng"; sau khi phun thuốc, quần áo và các dụng cụ lao động, bình bơm phải được rửa sạch sẽ và được cất giữ trong kho riêng; cần chọn thuốc có thời gian cách ly ngắn, không lưu tồn lâu dài; không sử dụng thuốc không rõ nguồn gốc, thuốc quá hạn sử dụng, bao bì nhãn mác không rõ ràng, thuốc không có trong danh mục thuốc BVTV được phép sử dụng… 